# Loot box

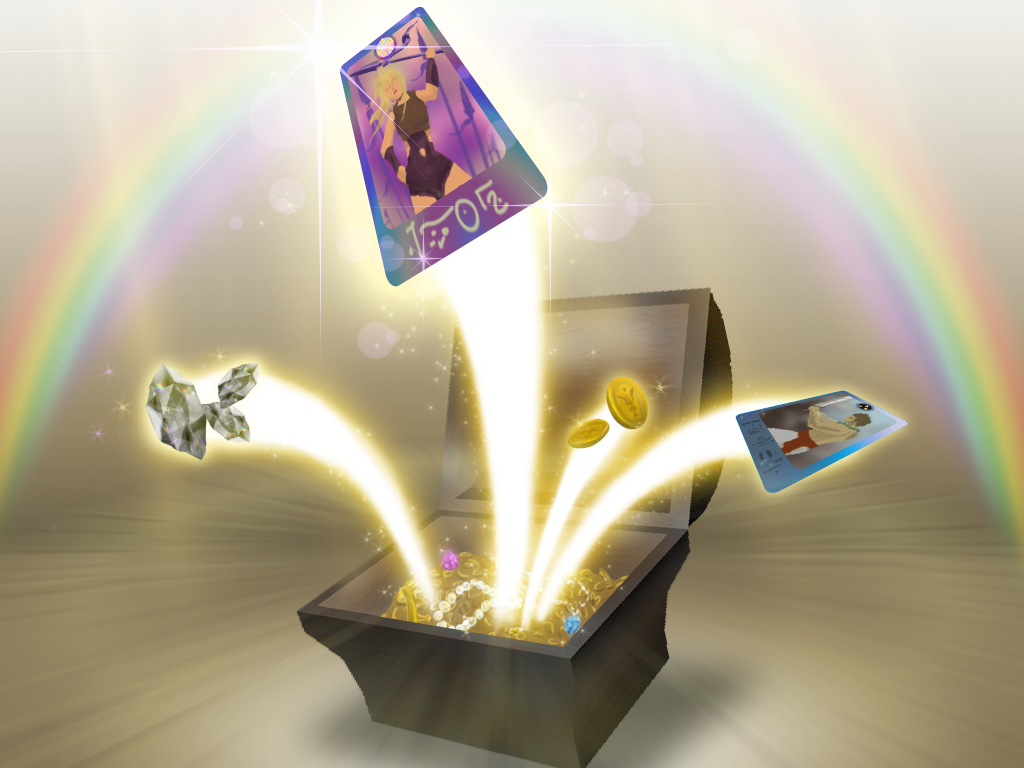
Imagem simulada da abertura de uma loot box em um jogo eletrônico

Loot box (lit.: "caixa de saque") é um termo criado na industria dos jogos eletrônicos para designar um item virtual consumível que pode ser resgatado para receber uma seleção aleatória de itens virtuais adicionais, variando desde opções de personalização simples ao avatar ou personagem de um jogador, até um upgrade em equipamentos como armas e/ou armaduras. Um loot box é tipicamente uma forma de monetização, com os jogadores comprando as caixas diretamente ou recebendo as caixas durante o jogo e depois comprando "chaves" para resgatá-las.[carece de fontes?]
Os loot boxes são vistos por desenvolvedores e editores de videogames não apenas para ajudar a gerar receitas contínuas para jogos, evitando desvantagens de conteúdo pagável ou assinaturas de jogos, mas também para manter o interesse dos jogadores em jogos, oferecendo novos conteúdos através de sistemas de recompensa.[carece de fontes?]
A prática não tem data exata de início, mas começou em jogos orientais, principalmente nos chineses de estilo “gratuito para jogar”. Como forma de monetizar o produto, produtoras inseriram a funcionalidade para também fazer com que jogadores voltem todos os dias. O conceito por trás dos loot boxes, porém, não é novo; o Kinder Ovo, por exemplo, já monetizava fazendo com que o consumidor compre o ovo de chocolate sem saber qual brinquedo virá dentro.[carece de fontes?]

## Críticas
Uma das críticas feitas a respeito das loot boxes é o fato de seu conteúdo não poder ser visualizado previamente, podendo ser considerado, assim, uma espécie de "jogo de azar". Por exemplo, na Inglaterra, quatro crianças de uma mesma família gastaram o equivalente a 550 Libras no jogo FIFA 19 tentando ganhar o Lionel Messi em loot boxes. Mesmo gastando essa quantia toda, eles não conseguiram adquirir o jogador.
Por conta disso, alguns países, como a Bélgica, por exemplo, proibiram a venda de loot boxes em seus domínios.
No Brasil, onde os jogos de azar são proibidos, o Conselho Federal de Psicologia e o Ministério Público da Infância e Juventude do Distrito Federal, emitiram notas em que pedem a proibição da venda dos Loot boxes, dando substância às ações civis públicas da Anced (Associação dos Centros de Defesa da Criança e do Adolescente), que processou os desenvolvedores EA, Riot Games e Ubisoft por conta da venda dos loot boxes.

### Impacto
Como resultado das críticas e comparações dos loot boxes com jogos de azar, os desenvolvedores e editoras retiraram caixas de itens de seus jogos. Esses jogos incluem Star Wars Battlefront II, Dauntless, Middle-Earth: Shadows of War, Forza Motorsport 7, e Rocket League. Outros adotaram outros esquemas de monetização que eliminam os elementos aleatórios associados às caixas de saque, como passes de batalha baseados em desafios provenientes de Fortnite Battle Royale.
Outros jogos mantiveram caixas de saque, mas alteraram a forma como podem ser compras ou sua mecânica para eliminar alguns dos atributos de aleatoriedade e jogos de azar associados a eles. Em março de 2019, Heroes of the Storm removeu a capacidade de comprar caixas de saque com dinheiro real. Loot boxes com conteúdo aleatório ainda estão disponíveis como recompensas gratuitas no jogo, mas, após o patch de março, opções cosméticas estão disponíveis para compra direta com dinheiro real também. Em janeiro de 2019, a Epic Games ajustou a mecânica de Fortnite: Save the World's loot box que são comprados com fundos do mundo real, permitindo que os compradores vejam o conteúdo do loot box antes de comprar, para resolver as preocupações do loot caixas relacionadas a jogos de azar. A EA introduziu uma mecânica semelhante no FIFA 21 em junho de 2021, chamada Ultimate Team Preview Packs, permitindo que os usuários visualizassem o conteúdo desses pacotes antes de comprá-los.